# Roland Kimmerle
Roland Kimmerle (* 8. Februar 1949) ist ein ehemaliger deutscher Fußballspieler. 

## Karriere
Roland Kimmerle kam über die Amateurmannschaft der Stuttgarter Kickers 1970 zur ersten Mannschaft. Für diese absolvierte er von 1970 bis 1972 21 Spiele in der Regionalliga Süd.